# فيرديكوسا
فيرديكوسا (Βερδικούσσα) هي مدينة في لاريسا في مقاطعة فوريا إلادا في اليونان.
يبلغ عدد سكانها حوالي 1519 نسمة.